# Белфонтен (Долина Оазе)
Белфонтен (фр. Bellefontaine) је насељено место у Француској у региону Париски регион, у департману Долина Оазе.
По подацима из 2011. године у општини је живело 433 становника, а густина насељености је износила 57,5 становника/km².

## Демографија
| 1962. | 1968. | 1975. | 1982. | 1990. | 2011. |
| ----- | ----- | ----- | ----- | ----- | ----- |
| 246   | 300   | 314   | 317   | 474   | 433   |